# Phaludia janeira
Phaludia janeira är en fjärilsart som beskrevs av William Schaus 1901. Phaludia janeira ingår i släktet Phaludia och familjen mätare. Inga underarter finns listade i Catalogue of Life.